# Basil Hirschowitz
Basil Isaac Hirschowitz (ur. 29 maja 1925 roku w Bethal ; zm. 19 stycznia 2013 roku w Birmingham (USA)) – amerykański lekarz, konstruktor pierwszego giętkiego fiberoskopu.
W latach 1947–1949 odbył staż podyplomowy w szpitalu Johannesburg General Hospital. Następnie w londyńskim Central Middlesex Hospital rozpoczął naukę gastroenterologii opanowując między innymi umiejętność wykonywania gastroskopii sztywnym wziernikiem.
Po przybyciu w 1953 roku do USA rozpoczął pracę na Uniwersytecie Michigan w Ann Arbor. Wraz z tamtejszymi fizykami skonstruował prototyp giętkiego endoskopu wykorzystującego do przenoszenia obrazu włókna światłowodowe, którego działanie wypróbował na początku 1957 roku sam na sobie. W latach 1959–1964 pracował na wydziale medycznym Uniwersytetu Alabamy w Birmingham jako kierownik kliniki gastroenterologii. Uzyskał tam tytuł profesora medycyny. Później pełnił na tym uniwersytecie inne funkcje, w tym profesora fizjologii i biofizyki. Pracę zakończył w roku 2009.
Hirschowitz był autorem ponad 300 prac naukowych oraz laureatem licznych nagród, w tym Kettering Medal (nadawany przez General Motors Cancer Foundation), Friedenwald Medal (nadawany przez American Gastroenterological Association), Schindler Medal (nadawany przez American Society for Gastrointestinal Endoscopy) oraz Crystal Award (nadawana przez American Society for Gastrointestinal Endoscopy) .
Nazwisko Hirschowitza upamiętnia nazwa zespołu Groll-Hirschowitz, który został opisany przez niego i Grolla w roku 1966.